# Aleurotulus
Aleurotulus es un género de insectos hemípteros de la familia Aleyrodidae, subfamilia Aleyrodinae. El género fue descrito primero por Quaintance & Baker en 1914.

## Especies
La siguiente es la lista de especies pertenecientes a este género.
- Aleurotulus anthuricola Nakahara, 1989
- Aleurotulus arundinacea Singh, 1931
- Aleurotulus laneus Martin, 2005
- Aleurotulus mundururu Bondar, 1923
- Aleurotulus nephrolepidis (Quaintance, 1900)
- Aleurotulus pteridophytae Martin in Mound, Martin & Polaszek, 1994